# Kvikk Lunsj
Kvikk Lunsj er kiksechokolade, der blev lanceret af slikproducenten Freia i 1937. Chokoladen består af fire aflange kiksstykker omgivet af chokolade, og mellem kiksene er chokoladelaget tyndere så det er lettere at dele chokoladen.

## Historie
Kvikk Lunsj var i produktion til 1941, hvor den stoppede på grund af mangel på sukker og for dårlig melkvalitet. Produktionen blev genoptaget i 1949 og har været i gang siden.

## Markedsføring og popularitet
Kvikk Lunsj er markedsført som en "turchokolade", og mange forbinder den med ski- og vandreture specielt i påskeferien. På bagsiden af indpakningen er et kort med turmål af forskellige fjeldtoppe som Dalsnuten i Stavanger og Stuorahaldi i Alta. På indersiden af indpakningen står en kort beskrivelse af fjeldet.
Kvikk Lunsj bliver i dag produceret af Kraft Foods og solgt i Norge, Sverige og Danmark. På et år spiser hver nordmand i gennemsnit ni Kvikk Lunsj-chokolader. Fire af dem bliver spist i påsken. Der bliver hvert år produceret omkring 50 millioner plader, hvoraf 4-500 ton sælges i påsken. En lille produktionsandel sælges på tax free-handelen i Sverige og Danmark. 
For mange er Kvikk Lunsjen blevet et symbol på norsk kultur, og det vakte derfor stærke reaktioner da Freia i 2005 erstattede sølvpapiret omkring chokoladen med lufttæt emballage som på andre af Freias chokolader. Indpakningen havde stort set været uændret siden 1938. I 1960'erne trykte Freia de berømte fjellvettreglene på bagsiden af indpakningen.

## Varianter
Chokoladen findes nu også som chokoladebar, som sælges under navnet Kvikk Lunsj XXL. Ellers sælges den 47 gram tunge Kvikk Lunsj i 3, 4 og 8 pak og en 24 gram . Tidligere er der også blevet solgt Kvikk Lunsj med blåbærsmag, og Kvikk Lunsj med appelsinsmag kan også købes. De første chokolader var overtrukket med mørk chokolade, men det blev ændret til mælkechokolade, da salget ikke var tilfredsstillende. Det første parti med mørk chokolade blev stort set trukket tilbage.

## Kit Kat
Kvikk Lunsj kan til forveksling ligne kiksechokoladen Kit Kat eller KitKat, et chokoladeprodukt som sælges i mange lande og som blev introduceret på det engelske marked af Rowntree Limited som "Rowntree’s Chocolate Crisp" allerede i 1935. Selskabet blev købt af Nestlé i 1988.